# 基列科沃
基列科沃（俄语：Кирейково）是俄羅斯卡盧加州境內的村。位於卡盧加州南方與奧廖爾州北方交界的邊境上，向距離州首府卡盧加東北方約111公里，距離奧廖爾州首府西北方約80公里。